# 格罗索托
格罗索托（義大利語：Grosotto），是意大利松德里奥省的一个市镇。总面积53平方公里，人口1626人，人口密度30.7人/平方公里（2009年）。国家统计（ISTAT）代码为014034。